# Carla Bodendorfová
Carla Bodendorfová rozená Rietigová (* 13. srpna 1953, Eilsleben, Sasko-Anhaltsko) je bývalá východoněmecká atletka, sprinterka.
V roce 1976 na letních olympijských hrách v Montrealu doběhla ve finále závodu na 200 metrů na čtvrtém místě. Zlatou olympijskou medaili si odvezla ze štafety, když východoněmecké kvarteto ve složení Marlis Oelsnerová, Renate Stecherová, Carla Bodendorfová a Bärbel Eckertová proběhlo cílem v čase 42,55 s. O dva roky později získala dvě bronzové medaile (200 m, 4 x 100 m) na mistrovství Evropy, které se konalo na stadionu Evžena Rošického v Praze.